# Pisaster brevispinus
Pisaster brevispinus é uma espécie de estrela-do-mar nativa do Oceano Pacífico. Possui coloração rosa, o tamanho pode atingir 65 cm. Foi popularizada pelo personagem Patrick, representante da espécie no show de TV Infantil "Bob Esponja Calça Quadrada".